# Полка (деталь мебели)

Установка съёмной полки в отделение шкафа

Полка, установленная в отделение шкафа

По́лка — горизонтальная или наклонная деталь, предназначенная для размещения на ней различных предметов.
Полки могут изготавливаться из того же материала, что и корпус мебели, либо другого. Могут крепиться жёстко к корпусу, либо располагаться на полкодержателях или быть связанными частично с корпусом при помощи другой фурнитуры.

## Виды полок по конструктивному исполнению
- Полка несъёмная — жёстко зафиксированная полка, не имеющая возможности быть снятой и (или) переставленной в другое положение.
- Полка съёмная — полка с возможностью снятия и (или) изменения положения (без применения специального инструмента)
- Полка поворотная — полка, частично закреплённая и имеющая возможность поворота в одной или нескольких плоскостях. Полка поворотная может быть
  - с фиксированными положениями — иметь определённое количество фиксированных положений.
  - свободно вращающейся — не иметь фиксированных положений.
- Полка выдвижная — полка имеющая механизм выдвижения из корпуса мебели изделия (например, выдвижная полка для клавиатуры в компьютерных столах).

## Прочностные показатели полок
Нагрузки, создаваемые различными предметами на полки
| Предмет                                                      | Нагрузка, кг/м2         |
| Полки для хранения книг                                      | Полки для хранения книг |
| ------------------------------------------------------------ | ----------------------- |
| Книги малого формата                                         | 146                     |
| Книги среднего формата (учебники, художественная литература) | 168                     |
| Книги большого формата                                       | 237                     |
| Журналы среднего формата                                     | 204                     |
| Журналы большого формата                                     | 357                     |
| Полки для хранения белья                                     |                         |
| Полотенца при высоте стопки 180—380 мм                       | 17—40                   |
| Мужские сорочки при высоте стопки 100—250 мм                 | 4—11                    |
| Полки для хранения посуды                                    |                         |
| Тарелки по 6—18 штук в стопках                               | 55—165                  |
| Чайная посуда                                                | 11                      |
| Полки для хранения головных уборов и обуви                   |                         |
| Шапки мужские зимние                                         | 8                       |
| Ботинки мужские зимние                                       | 15                      |

При испытаниях мебели полки должны выдерживать следующие нагрузки
| Наименование элемента мебели                                                                 | qF, даН/м2 | qV, даН/м3 |
| -------------------------------------------------------------------------------------------- | ---------- | ---------- |
| Полки для головных уборов и других легких предметов, полки в прикроватных и туалетных тумбах | 20         | 60         |
| Полки для посуды, белья, пищевых продуктов                                                   | 60         | -          |
| Полки и ниши для книг                                                                        | 120*       | -          |

*то есть, полка площадью один квадратный метр, предназначенная для хранения книг, должна выдерживать нагрузку около 120 кг.

### Толщина полок из стекла
Номинальная толщина полок из стекла устанавливается в зависимости от их длины
| Длина полки, мм     | Номинальная толщина стекла, не менее, мм |
| ------------------- | ---------------------------------------- |
| До 500 включительно | 4                                        |
| Свыше 500 до 650    | 5                                        |
| Свыше 650 до 900    | 6                                        |

Допускается применение стекла толщиной 5 мм для полок длиной свыше 650 мм при условии использования промежуточных опор.

## Допустимая покоробленность полок
Покоробленность деталей в изделии не должна превышать: 
| Размеры полок, мм                   | Покоробленность, мм |
| ----------------------------------- | ------------------- |
| Длиной и шириной свыше 300 и до 600 | 0,4                 |
| Длиной свыше 600, шириной до 600    | 2,0                 |
| Длиной и шириной свыше 600          | 3,5                 |

## Нормативы допускаемых зазоров между кромками полок и буртиками полкодержателей
Нормативы допускаемых зазоров
| Номинальные размеры полок | Номинальные размеры полок | Допускаемые зазоры на две стороны, мм |  |
| Ширина, мм                | Длина, мм                 | Допускаемые зазоры на две стороны, мм |  |
| ------------------------- | ------------------------- | ------------------------------------- |  |
| До 250                    | До 600                    | 0,4 … 2,4                             |  |
| До 250                    | Св. 600 до 1250           | 0,4 … 2,8                             |  |
| Свыше 250 до 400          | До 600                    | 0,6 … 2,6                             |  |
| Свыше 250 до 400          | Св. 600 до 1250           | 0,6 … 3,0                             |  |
| Свыше 400 до 640          | До 600                    | 0,8 … 2,8                             |  |
| Свыше 400 до 640          | Св. 600 до 1250           | 0,8 … 3,2                             |  |